# Процесс над государственными изменниками (Босния и Герцеговина, 1915—1916)
Процесс над государственными изменниками (серб. Велеиздајнички процес) — самый крупный из семнадцати подобных процессов, проходивших на территории Боснии и Герцеговины во время Первой мировой войны. Процесс начался в то времена, когда Королевство Сербии и союзные державы терпели неудачи на фронтах. Под суд попало 156 человек (сербов) самых различных профессии: видные политики, преподаватели, студенты, торговцы, священники, юристы и так далее. Окончательный вердикт был вынесен в 1916 году: 16 человек были приговорены к смертной казни, 87 — получили тюремный срок от двух до двадцати лет, 53 — были оправданы.

## Босния и Герцеговина во время процесса
После начала Первой мировой войны Босния и Герцеговина была объявлена «военной зоной»: на территории была отменена свобода собраний и остановилась всякая «политическая жизнь». Власти пытались ввести в регионе «железную воинскую дисциплину». В частности, в стране были созданы военные суды, комиссии и штабы, задачей которых было установление «политически подозрительных» лиц и групп.
Все время Великой войны в Боснии и Герцеговине проводился обязательный (принудительный) призыв в армию. В течение 1914 и 1915 года, Национальное правительство во главе с австро-венгерским генералом Стефаном Саркотичем (1858—1939) приводило политику урезания гражданских свобод: было отменено постановление об автономии церкви и школ в Боснии и Герцеговине, даже название церкви было изменено с сербско-православной на восточно-православную; был распущен боснийский парламент и отменена конституцию. Затем правительство ввело запрет на использование кириллицы, обязуя все учреждения перевести свой документооборот на латиницу.
Кроме того, в Боснии и Герцеговине были закрыты все сербские школы и упразднены все сербские компании.

### Ассоциация «Национальная оборона» и «Просвета»
Среди сербских культурных объединений того времени выделялись, прежде всего, «Национальная оборона» (серб. Народна одбрана) и «Просвета» (серб. Просвјета). Организация «Национальная оборона» была создана в 1908 году в Сербии как «военизированная патриотическая организация», но уже в 1909 году она была преобразована в культурно-образовательную ассоциацию, которая вскоре открыла филиалы по всей территории Боснии и Герцеговины.
Общества «Просвета» позиционировало своей главной целью помощь сербским школьникам и студентам; своей задачей оно видело выполнение «тяжелой работы» по «развитию и прогрессу» в регионе. Несмотря на то, что было само общество было сформировано за шесть лет до «Национальной обороны» (в 1902 году), оно, с точки зрения австро-венгерских властей, рассматривалось как «подразделение» последнего.
Члены этих двух организаций действительно имели большое влияние среди сербского населения в Боснии и Герцеговине — что сделало их одними из самых нежелательных людей для монархии, и поставило в верхнюю часть списка лиц, подлежащих наказанию.

### Движение «Сокол»
Особое значение и влияние среди сербов в Боснии и Герцеговине имело движение «Сокол», которое как в своей организации, так и деятельности открыто «игнорировало» государственные границы того времени. Австро-венгерское правительство знало (или догадывалось), что за «Национальной обороной» стояло правительство Королевства Сербии, и что движение «Сокол» находилось под контролем полковника сербского Генерального штаба Мишковича (серб. Милутин Гр. Мишковић, 1864—1934).
С 1911 года, после второго съезда «Сокола», все его отделения, включая американские, были объединены в «Альянс сербского Сокола» со штаб-квартирой в Белграде. Штаб-квартира «Национальной обороны» находилась в том же здании.
Движение «Сокол» создавало места, где молодые люди могли собираться и где, благодаря «высококачественной просветительской программе», созданной рядом видных сербов, у юношей «быстро развивалось национальное сознание». Мобилизация масс вокруг «передовой национальной идеи» проходила весьма успешно.

### Политический климат в Боснии и Герцеговине после убийства в Сараево
После убийства в Сараево начались массовые аресты видных сербских деятелей в Боснии и Герцеговине. По инициативе местных хорватских националистов и самого генерала Стефана Саркотича в Бане-Луке был организован большой «процесс над государственными изменниками», который начался 3 ноября 1915 года и завершился 16 марта 1916 года. Под суд попало 156 человек самых различных профессии: видные политики, преподаватели, студенты, торговцы, священники, юристы и так далее. Окончательный вердикт был вынесен в 1916 году: 16 человек были приговорены к смертной казни, 87 — получили тюремный срок от двух до двадцати лет, 53 — были оправданы.
Как первый обвиняемый на процессе в Бане-Луке шёл Василж Грдик (1875—1934) — профессор истории и географии в Гацко, депутат в боснийском парламенте и секретарь общества «Просвета». Грдик в своей защитной речи говорил 11 часов, упорно защищая общество «Просвета».

## Исключены из обвинительного заключения
Из-за болезни от судебных заседаний был освобождён Мико Мичич, а Божидар Томич был удален из обвинительного заключения — как ранее уже осуждённый за государственную измену в городе Бихач.